# Mamadou Sangafowa Coulibaly
Pour les articles homonymes, voir Coulibaly.
Mamadou Sangafowa Coulibaly, né le 10 décembre 1964 à Korhogo, est un homme politique ivoirien, membre du Rassemblement des républicains (RDR).

## Biographie
Sangafowa Coulibaly passe son baccalauréat (série C) en 1986 au lycée mixte de Yamoussoukro. Il fait ensuite des études à l'université où il obtient en 1991 une maîtrise des sciences et techniques. L'année suivante, il obtient un diplôme d'études comptables et financières à l’Institut national supérieur de l’enseignement technique (INSET) d'Abidjan.
En 1995, il rentre au bureau politique du Rassemblement des républicains (RDR) d'Alassane Ouattara créé, un an avant d'une scission du parti unique.
De 1992 à 2001, il est directeur et fondateur de la Société agricole et de Transport, une entreprise de négoce international spécialisée dans le transport des marchandises et l’exportation de produits tropicaux comme la mangue.
De juin 2003 à mars 2010, il est le directeur de cabinet adjoint du ministre de l’Agriculture, qui est durant toute cette période Amadou Gon Coulibaly, une grande figure politique de Korhogo, qui est son mentor. Celui-ci, devenu maire de Korhogo en 2001, le désigne comme adjoint.
Sangafowa Coulibaly devient à son tour ministre de l'Agriculture, du 4 mars 2010 au 4 septembre 2019, portefeuille qu'il garde sous neuf gouvernements successifs.
À partir de 2018, son soutien à Guillaume Soro, rival d'Amadou Gon Coulibaly sur le point d'être nommé dauphin du président Ouattara, suscite d'importantes tensions avec le chef de l'État. Il est finalement évincé du gouvernement le 4 septembre 2019.
Après le décès d'Amadou Gon Coulibaly, le frère cadet du président, Téné Birahima Ouattara, facilite sa réintégration. Le 19 avril 2022, après plus deux ans sans portefeuille, il est nommé ministre des Mines, de l'Énergie et du Pétrole.
Il est réputé proche du président béninois Patrice Talon, qu'il aurait connu comme entrepreneur lorsqu'il était ministre de l'Agriculture.

## Famille
Son père est Yacouba Coulibaly dit Yacouba Gros et sa mère Karidja Dofoungognon.
Son épouse est Nassou Camara, son frère Siaka Coulibaly et sa sœur Assita Coulibaly.

## Liste des mandats et fonctions politiques

### Mandats locaux
- Depuis le 2 avril 2001 : Conseiller municipal de Korhogo
- Depuis le 6 mars 2021: Député de Korhogo

### Fonctions gouvernementales
- 4 mars 2010 - 4 septembre 2019 : Ministre de l'Agriculture
- Depuis le 20 avril 2022 : Ministre des Mines, du Pétrole et de l'Énergie